# Amarante (Portugal)
Amarante is een plaats en gemeente in het Portugese district Porto. De gemeente heeft een totale oppervlakte van 301 km² en telde 59.638 inwoners in 2001. De plaats ligt aan de oever van de Tâmega. Het klooster van São Gonçalo is een beroemd gebouw in de plaats.
Amarante is een zusterstad van de Duitse stad Wiesloch.

## Plaatsen en freguesias
| - Aboadela - Aboim - Ansiães - Ataíde - Bustelo - Canadelo - Candemil - Carneiro - Carvalho de Rei - Cepelos (Amarante) - Chapa - Fregim - Freixo de Baixo - Freixo de Cima | - Fridão - Gatão - Gondar - Jazente - Lomba - Louredo - Lufrei - Madalena (Amarante) - Mancelos - Oliveira - Olo - Padronelo - Real - Rebordelo | - Salvador do Monte - Sanche - Santa Cristina de Figueiró - Santiago de Figueiró - São Gonçalo (Amarante) - São Simão de Gouveia - Telões - Travanca - Várzea - Vila Caiz - Vila Chã do Marão, eerder Vila Chão do Marão - Vila Garcia |

## Geboren
- Nuno Gomes (5 juli 1976), voetballer
- Ricardo Carvalho (18 mei 1978), voetballer